# Interlands Frans voetbalelftal 2000-2009
Deze pagina toont een gedetailleerd overzicht van de interlands die het Frans voetbalelftal heeft gespeeld in de periode 2000-2009.

## Interlands

### 2000
|                                                                      |                     |       |       |                                                                                        |
| 23 februari Vriendschappelijk № 585 «onderlinge duels» 20:45 (UTC+1) | Frankrijk           | 1 – 0 | Polen | Stade de France, Saint-Denis Toeschouwers: 74.350 Scheidsrechter: Kyros Vassaras (GRE) |
| 23 februari Vriendschappelijk № 585 «onderlinge duels» 20:45 (UTC+1) | Zinédine Zidane 89' |       |       | Stade de France, Saint-Denis Toeschouwers: 74.350 Scheidsrechter: Kyros Vassaras (GRE) |

|                                                                   |           |                                       |           |                                                                                |
| 29 maart Vriendschappelijk № 586 «onderlinge duels» 20:00 (UTC+1) | Schotland | 0 – 2                                 | Frankrijk | Hampden Park, Glasgow Toeschouwers: 48.157 Scheidsrechter: Rune Pedersen (NOR) |
| 29 maart Vriendschappelijk № 586 «onderlinge duels» 20:00 (UTC+1) |           | 54' Sylvain Wiltord 88' Thierry Henry |           | Hampden Park, Glasgow Toeschouwers: 48.157 Scheidsrechter: Rune Pedersen (NOR) |

|                                                                   |                                                             |       |                                    |                                                                                               |
| 26 april Vriendschappelijk № 587 «onderlinge duels» 20:45 (UTC+2) | Frankrijk                                                   | 3 – 2 | Slovenië                           | Stade de France, Saint-Denis Toeschouwers: 60.000 Scheidsrechter: Abderrahim El-Arjoune (MAR) |
| 26 april Vriendschappelijk № 587 «onderlinge duels» 20:45 (UTC+2) | David Trezeguet 64' Laurent Blanc 75' David Trezeguet 90+2' |       | 3' Željko Milinovič 9' Sašo Udovič | Stade de France, Saint-Denis Toeschouwers: 60.000 Scheidsrechter: Abderrahim El-Arjoune (MAR) |

|                                                                 |         |                                      |           |                                                                                   |
| 28 mei Vriendschappelijk № 588 «onderlinge duels» 20:45 (UTC+2) | Kroatië | 0 – 2                                | Frankrijk | Maksimirstadion, Zagreb Toeschouwers: 10.000 Scheidsrechter: Fritz Stuchlik (AUT) |
| 28 mei Vriendschappelijk № 588 «onderlinge duels» 20:45 (UTC+2) |         | 26' Robert Pirès 70' David Trezeguet |           | Maksimirstadion, Zagreb Toeschouwers: 10.000 Scheidsrechter: Fritz Stuchlik (AUT) |

|                                                                |                                         |       |                                             |                                                                                               |
| 4 juni Hassan II Toernooi № 589 «onderlinge duels» 16:00 (UTC) | Frankrijk                               | 2 – 2 | Japan                                       | Stade Mohammed V, Casablanca Toeschouwers: 30.000 Scheidsrechter: Abderrahim El-Arjoune (MAR) |
| 4 juni Hassan II Toernooi № 589 «onderlinge duels» 16:00 (UTC) | Zinédine Zidane 61' Youri Djorkaeff 75' |       | 34' Hiroaki Morishima 70' Akinori Nishizawa | Stade Mohammed V, Casablanca Toeschouwers: 30.000 Scheidsrechter: Abderrahim El-Arjoune (MAR) |

|                                                           |       | strafschoppen                                                  |  |
| Youri Djorkaeff Nicolas Anelka Thierry Henry Frank Lebœuf | 4 – 2 | Hidetoshi Nakata Atsuhiro Miura Junichi Inamoto Hiroshi Nanami |  |

|                                                                |                       |       | |                                                                                     |
| 6 juni Hassan II Toernooi № 590 «onderlinge duels» 19:15 (UTC) | Marokko               | 1 – 5 | Frankrijk | Stade Mohammed V, Casablanca Toeschouwers: 57.000 Scheidsrechter: Ali Bujsaim (UAE) |
| 6 juni Hassan II Toernooi № 590 «onderlinge duels» 19:15 (UTC) | Nourredine Naybet 65' |       | 27' Thierry Henry 56' (pen.) Youri Djorkaeff 79' Christophe Dugarry 83' Nicolas Anelka 90+2' Sylvain Wiltord | Stade Mohammed V, Casablanca Toeschouwers: 57.000 Scheidsrechter: Ali Bujsaim (UAE) |

| Europees kampioenschap voetbal 2000 |
| ----------------------------------- |

|                                                                    |                                                         |       |            |                                                                                    |
| 11 juni EK 2000 Groep D № 591 «onderlinge duels» 18:00 uur (UTC+2) | Frankrijk                                               | 3 – 0 | Denemarken | Jan Breydelstadion, Brugge Toeschouwers: 29.000 Scheidsrechter: Günter Benkö (AUT) |
| 11 juni EK 2000 Groep D № 591 «onderlinge duels» 18:00 uur (UTC+2) | Laurent Blanc 16' Thierry Henry 64' Sylvain Wiltord 90' |       |            | Jan Breydelstadion, Brugge Toeschouwers: 29.000 Scheidsrechter: Günter Benkö (AUT) |

|                                                                    |                           |       |                                      |                                                                                   |
| 16 juni EK 2000 Groep D № 592 «onderlinge duels» 18:00 uur (UTC+2) | Tsjechië                  | 1 – 2 | Frankrijk                            | Jan Breydelstadion, Brugge Toeschouwers: 29.000 Scheidsrechter: Graham Poll (ENG) |
| 16 juni EK 2000 Groep D № 592 «onderlinge duels» 18:00 uur (UTC+2) | Karel Poborský 35' (pen.) |       | 7' Thierry Henry 60' Youri Djorkaeff | Jan Breydelstadion, Brugge Toeschouwers: 29.000 Scheidsrechter: Graham Poll (ENG) |

|                                                                    |                                           |       |                                                             |                                                                                    |
| 21 juni EK 2000 Groep D № 593 «onderlinge duels» 20:45 uur (UTC+2) | Frankrijk                                 | 2 – 3 | Nederland                                                   | Amsterdam ArenA, Amsterdam Toeschouwers: 50.000 Scheidsrechter: Anders Frisk (SWE) |
| 21 juni EK 2000 Groep D № 593 «onderlinge duels» 20:45 uur (UTC+2) | Christophe Dugarry 8' David Trezeguet 31' |       | 14' Patrick Kluivert 51' Frank de Boer 59' Boudewijn Zenden | Amsterdam ArenA, Amsterdam Toeschouwers: 50.000 Scheidsrechter: Anders Frisk (SWE) |

|                                                                        |                            |       |                                         |                                                                                         |
| 25 juni EK 2000 Kwartfinale № 594 «onderlinge duels» 20:45 uur (UTC+2) | Spanje                     | 1 – 2 | Frankrijk                               | Jan Breydelstadion, Brugge Toeschouwers: 30.000 Scheidsrechter: Pierluigi Collina (ITA) |
| 25 juni EK 2000 Kwartfinale № 594 «onderlinge duels» 20:45 uur (UTC+2) | Gaizka Mendieta 38' (pen.) |       | 32' Zinédine Zidane 44' Youri Djorkaeff | Jan Breydelstadion, Brugge Toeschouwers: 30.000 Scheidsrechter: Pierluigi Collina (ITA) |

|                                                                         |                                               |       |                |                                                                                          |
| 28 juni EK 2000 Halve finale № 595 «onderlinge duels» 20:45 uur (UTC+2) | Frankrijk                                     | 2 – 1 | Portugal       | Koning Boudewijnstadion, Brussel Toeschouwers: 50.000 Scheidsrechter: Günter Benkö (AUT) |
| 28 juni EK 2000 Halve finale № 595 «onderlinge duels» 20:45 uur (UTC+2) | Thierry Henry 51' Zinédine Zidane 117' (pen.) |       | 19' Nuno Gomes | Koning Boudewijnstadion, Brussel Toeschouwers: 50.000 Scheidsrechter: Günter Benkö (AUT) |

|                                                                  |                                          |       |                      |                                                                                       |
| 2 juli EK 2000 Finale № 596 «onderlinge duels» 20:00 uur (UTC+2) | Frankrijk                                | 2 – 1 | Italië               | Stadion Feijenoord, Rotterdam Toeschouwers: 50.000 Scheidsrechter: Anders Frisk (SWE) |
| 2 juli EK 2000 Finale № 596 «onderlinge duels» 20:00 uur (UTC+2) | Sylvain Wiltord 90' David Trezeguet 103' |       | 55' Marco Delvecchio | Stadion Feijenoord, Rotterdam Toeschouwers: 50.000 Scheidsrechter: Anders Frisk (SWE) |

|  |  |  |  |  |  |  |  |  |

|                                                   |                                                                                                 |       |                           |                                                                                       |
| 16 augustus Vriendschappelijk № 597 21:00 (UTC+2) | Frankrijk                                                                                       | 5 – 1 | FIFA Stars                | Stade Vélodrome, Marseille Toeschouwers: 58.000 Scheidsrechter: Mohamed Guezzaz (MAR) |
| 16 augustus Vriendschappelijk № 597 21:00 (UTC+2) | David Trezeguet 11' David Trezeguet 27' David Trezeguet 47' Robert Pirès 56' Nicolas Anelka 77' |       | 78' (pen.) Roberto Baggio | Stade Vélodrome, Marseille Toeschouwers: 58.000 Scheidsrechter: Mohamed Guezzaz (MAR) |

|                                                                      |                    |       |                  |                                                                                         |
| 2 september Vriendschappelijk № 598 «onderlinge duels» 20:45 (UTC+2) | Frankrijk          | 1 – 1 | Engeland         | Stade de France, Saint-Denis Toeschouwers: 76.318 Scheidsrechter: Juan Ansuategui (ESP) |
| 2 september Vriendschappelijk № 598 «onderlinge duels» 20:45 (UTC+2) | Emmanuel Petit 64' |       | 86' Michael Owen | Stade de France, Saint-Denis Toeschouwers: 76.318 Scheidsrechter: Juan Ansuategui (ESP) |

|                                                                    |                     |       |                   |                                                                                       |
| 4 oktober Vriendschappelijk № 599 «onderlinge duels» 20:45 (UTC+2) | Frankrijk           | 1 – 1 | Kameroen          | Stade de France, Saint-Denis Toeschouwers: 63.704 Scheidsrechter: Michel Piraux (BEL) |
| 4 oktober Vriendschappelijk № 599 «onderlinge duels» 20:45 (UTC+2) | Sylvain Wiltord 20' |       | 44' Patrick Mboma | Stade de France, Saint-Denis Toeschouwers: 63.704 Scheidsrechter: Michel Piraux (BEL) |

|                                                                     |             |       |           |                                                                                       |
| 7 oktober Nelson Mandela Cup № 600 «onderlinge duels» 17:00 (UTC+2) | Zuid-Afrika | 0 – 0 | Frankrijk | Ellispark, Johannesburg Toeschouwers: 37.000 Scheidsrechter: Jelas Ntebu Masole (BTW) |
| 7 oktober Nelson Mandela Cup № 600 «onderlinge duels» 17:00 (UTC+2) |             |       |           | Ellispark, Johannesburg Toeschouwers: 37.000 Scheidsrechter: Jelas Ntebu Masole (BTW) |

|                                                                      |         |                                                                             |           |                                                                                          |
| 15 november Vriendschappelijk № 601 «onderlinge duels» 21:30 (UTC+2) | Turkije | 0 – 4                                                                       | Frankrijk | BJK Inönüstadion, Istanbul Toeschouwers: 18.000 Scheidsrechter: Georgios Borovilos (GRE) |
| 15 november Vriendschappelijk № 601 «onderlinge duels» 21:30 (UTC+2) |         | 15' David Trezeguet 22' Sylvain Wiltord 44' Johan Micoud 74' Laurent Robert |           | BJK Inönüstadion, Istanbul Toeschouwers: 18.000 Scheidsrechter: Georgios Borovilos (GRE) |

### 2001
|                                                                      |                     |       |           |                                                                                             |
| 27 februari Vriendschappelijk № 602 «onderlinge duels» 20:45 (UTC+1) | Frankrijk           | 1 – 0 | Duitsland | Stade de France, Saint-Denis Toeschouwers: 77.929 Scheidsrechter: Alfredo Trentalange (ITA) |
| 27 februari Vriendschappelijk № 602 «onderlinge duels» 20:45 (UTC+1) | Zinédine Zidane 27' |       |           | Stade de France, Saint-Denis Toeschouwers: 77.929 Scheidsrechter: Alfredo Trentalange (ITA) |

|                                                                   | |       |       |                                                                                       |
| 24 maart Vriendschappelijk № 603 «onderlinge duels» 20:45 (UTC+1) | Frankrijk                                                                                                | 5 – 0 | Japan | Stade de France, Saint-Denis Toeschouwers: 77.888 Scheidsrechter: Dieter Schoch (SUI) |
| 24 maart Vriendschappelijk № 603 «onderlinge duels» 20:45 (UTC+1) | Zinédine Zidane 10' (pen.) Thierry Henry 14' Sylvain Wiltord 56' David Trezeguet 62' David Trezeguet 69' |       |       | Stade de France, Saint-Denis Toeschouwers: 77.888 Scheidsrechter: Dieter Schoch (SUI) |

|                                                                   |                                          |       |                     |                                                                                             |
| 28 maart Vriendschappelijk № 604 «onderlinge duels» 20:30 (UTC+2) | Spanje                                   | 2 – 1 | Frankrijk           | Estadio Mestalla, Valencia Toeschouwers: 33.000 Scheidsrechter: Lutz Michael Fröhlich (GER) |
| 28 maart Vriendschappelijk № 604 «onderlinge duels» 20:30 (UTC+2) | Iván Helguera 41' Fernando Morientes 49' |       | 85' David Trezeguet | Estadio Mestalla, Valencia Toeschouwers: 33.000 Scheidsrechter: Lutz Michael Fröhlich (GER) |

|                                                                   |                                                                                 |       |          |                                                                                      |
| 25 april Vriendschappelijk № 605 «onderlinge duels» 20:45 (UTC+2) | Frankrijk                                                                       | 4 – 0 | Portugal | Stade de France, Saint-Denis Toeschouwers: 78.832 Scheidsrechter: Hellmut Krug (GER) |
| 25 april Vriendschappelijk № 605 «onderlinge duels» 20:45 (UTC+2) | Sylvain Wiltord 17' Mickaël Silvestre 32' Thierry Henry 34' Youri Djorkaeff 80' |       |          | Stade de France, Saint-Denis Toeschouwers: 78.832 Scheidsrechter: Hellmut Krug (GER) |

| FIFA Confederations Cup 2001 |
| ---------------------------- |

|                                                                          |                                                                                               |       |            |                                                                                            |
| 30 mei Confederations Cup Groep A № 606 «onderlinge duels» 17:00 (UTC+9) | Frankrijk                                                                                     | 5 – 0 | Zuid-Korea | Daegu Blue Arc Stadium, Daegu Toeschouwers: 61.500 Scheidsrechter: Gamal Al-Ghandour (EGY) |
| 30 mei Confederations Cup Groep A № 606 «onderlinge duels» 17:00 (UTC+9) | Steve Marlet 9' Patrick Vieira 19' Nicolas Anelka 34' Youri Djorkaeff 80' Sylvain Wiltord 90' |       |            | Daegu Blue Arc Stadium, Daegu Toeschouwers: 61.500 Scheidsrechter: Gamal Al-Ghandour (EGY) |

|                                                                          |                  |       |           |                                                                                        |
| 1 juni Confederations Cup Groep A № 607 «onderlinge duels» 17:00 (UTC+9) | Australië        | 1 – 0 | Frankrijk | Daegu Blue Arc Stadium, Daegu Toeschouwers: 44.400 Scheidsrechter: Carlos Batres (GUA) |
| 1 juni Confederations Cup Groep A № 607 «onderlinge duels» 17:00 (UTC+9) | Clayton Zane 60' |       |           | Daegu Blue Arc Stadium, Daegu Toeschouwers: 44.400 Scheidsrechter: Carlos Batres (GUA) |

|                                                                          |                                                                         |       |        |                                                                                 |
| 3 juni Confederations Cup Groep A № 608 «onderlinge duels» 19:30 (UTC+9) | Frankrijk                                                               | 4 – 0 | Mexico | Munsu Cup Stadion, Ulsan Toeschouwers: 28.864 Scheidsrechter: Ali Bujsaim (UAE) |
| 3 juni Confederations Cup Groep A № 608 «onderlinge duels» 19:30 (UTC+9) | Sylvain Wiltord 9' Éric Carrière 63' Robert Pirès 71' Éric Carrière 84' |       |        | Munsu Cup Stadion, Ulsan Toeschouwers: 28.864 Scheidsrechter: Ali Bujsaim (UAE) |

|                                                                               |                                     |       |                   |                                                                                            |
| 7 juni Confederations Cup Halve finale № 609 «onderlinge duels» 20:00 (UTC+9) | Frankrijk                           | 2 – 1 | Brazilië          | Suwon World Cupstadion, Suwon Toeschouwers: 34.527 Scheidsrechter: Gamal Al-Ghandour (EGY) |
| 7 juni Confederations Cup Halve finale № 609 «onderlinge duels» 20:00 (UTC+9) | Robert Pirès 7' Marcel Desailly 54' |       | 30' Ramon Menezes | Suwon World Cupstadion, Suwon Toeschouwers: 34.527 Scheidsrechter: Gamal Al-Ghandour (EGY) |

|                                                                              |       |                    |           |                                                                                                  |
| 10 juni Confederations Cup Finale № 610 «onderlinge duels» 19:00 uur (UTC+9) | Japan | 0 – 1              | Frankrijk | Yokohama Internationaal Stadion, Yokohama Toeschouwers: 65.533 Scheidsrechter: Ali Bujsaim (UAE) |
| 10 juni Confederations Cup Finale № 610 «onderlinge duels» 19:00 uur (UTC+9) |       | 30' Patrick Vieira |           | Yokohama Internationaal Stadion, Yokohama Toeschouwers: 65.533 Scheidsrechter: Ali Bujsaim (UAE) |

|  |  |  |  |  |  |  |  |  |

|                                                                      |                  |       |            |                                                                                         |
| 15 augustus Vriendschappelijk № 611 «onderlinge duels» 20:45 (UTC+2) | Frankrijk        | 1 – 0 | Denemarken | Stade de la Beaujoire, Nantes Toeschouwers: 36.548 Scheidsrechter: Thomas McCurry (SCO) |
| 15 augustus Vriendschappelijk № 611 «onderlinge duels» 20:45 (UTC+2) | Robert Pirès 13' |       |            | Stade de la Beaujoire, Nantes Toeschouwers: 36.548 Scheidsrechter: Thomas McCurry (SCO) |

|                                                                      |                                      |       |                     |                                                                                      |
| 1 september Vriendschappelijk № 612 «onderlinge duels» 15:00 (UTC−4) | Chili                                | 2 – 1 | Frankrijk           | Estadio Nacional, Santiago Toeschouwers: 72.728 Scheidsrechter: Daniel Giménez (ARG) |
| 1 september Vriendschappelijk № 612 «onderlinge duels» 15:00 (UTC−4) | Pablo Galdames 4' Reinaldo Navia 51' |       | 74' David Trezeguet | Estadio Nacional, Santiago Toeschouwers: 72.728 Scheidsrechter: Daniel Giménez (ARG) |

|                                                                    |                                                                           |       |                      |                                                                                            |
| 7 oktober Vriendschappelijk № 613 «onderlinge duels» 20:45 (UTC+2) | Frankrijk                                                                 | 4 – 1 | Algerije             | Stade de France, Saint-Denis Toeschouwers: 78.421 Scheidsrechter: Paulo Manuel Gomes (POR) |
| 7 oktober Vriendschappelijk № 613 «onderlinge duels» 20:45 (UTC+2) | Vincent Candela 20' Emmanuel Petit 32' Thierry Henry 41' Robert Pirès 55' |       | 45+1' Djamel Belmadi | Stade de France, Saint-Denis Toeschouwers: 78.421 Scheidsrechter: Paulo Manuel Gomes (POR) |

|                                                                       |                 |       |                     |                                                                                               |
| 11 november Vriendschappelijk № 614 «onderlinge duels» 19:30 (UTC+11) | Australië       | 1 – 1 | Frankrijk           | Melbourne Cricket Ground, Melbourne Toeschouwers: 53.228 Scheidsrechter: Simon Micallef (AUS) |
| 11 november Vriendschappelijk № 614 «onderlinge duels» 19:30 (UTC+11) | Craig Moore 44' |       | 49' David Trezeguet | Melbourne Cricket Ground, Melbourne Toeschouwers: 53.228 Scheidsrechter: Simon Micallef (AUS) |

### 2002
|                                                                      |                                      |       |                |                                                                                         |
| 13 februari Vriendschappelijk № 615 «onderlinge duels» 20:45 (UTC+1) | Frankrijk                            | 2 – 1 | Roemenië       | Stade de France, Saint-Denis Toeschouwers: 80.000 Scheidsrechter: Dick van Egmond (NED) |
| 13 februari Vriendschappelijk № 615 «onderlinge duels» 20:45 (UTC+1) | Patrick Vieira 1' Emmanuel Petit 27' |       | 89' Ioan Ganea | Stade de France, Saint-Denis Toeschouwers: 80.000 Scheidsrechter: Dick van Egmond (NED) |

|                                                                   |                                                                                                |       |           |                                                                                      |
| 27 maart Vriendschappelijk № 616 «onderlinge duels» 20:45 (UTC+1) | Frankrijk                                                                                      | 5 – 0 | Schotland | Stade de France, Saint-Denis Toeschouwers: 80.000 Scheidsrechter: Jacek Granat (POL) |
| 27 maart Vriendschappelijk № 616 «onderlinge duels» 20:45 (UTC+1) | Zinédine Zidane 12' David Trezeguet 23' Thierry Henry 32' David Trezeguet 42' Steve Marlet 87' |       |           | Stade de France, Saint-Denis Toeschouwers: 80.000 Scheidsrechter: Jacek Granat (POL) |

|                                                                   |           |       |         |                                                                                       |
| 17 april Vriendschappelijk № 617 «onderlinge duels» 21:00 (UTC+2) | Frankrijk | 0 – 0 | Rusland | Stade de France, Saint-Denis Toeschouwers: 78.294 Scheidsrechter: Michael Riley (ENG) |
| 17 april Vriendschappelijk № 617 «onderlinge duels» 21:00 (UTC+2) |           |       |         | Stade de France, Saint-Denis Toeschouwers: 78.294 Scheidsrechter: Michael Riley (ENG) |

|                                                                 |                         |       |                                      |                                                                                         |
| 18 mei Vriendschappelijk № 618 «onderlinge duels» 20:45 (UTC+2) | Frankrijk               | 1 – 2 | België                               | Stade de France, Saint-Denis Toeschouwers: 79.959 Scheidsrechter: Valentin Ivanov (RUS) |
| 18 mei Vriendschappelijk № 618 «onderlinge duels» 20:45 (UTC+2) | Timmy Simons 40' (e.d.) |       | 20' Glen De Boeck 90+1' Marc Wilmots | Stade de France, Saint-Denis Toeschouwers: 79.959 Scheidsrechter: Valentin Ivanov (RUS) |

|                                                                 |                                    |       |                                                             |                                                                                          |
| 26 mei Vriendschappelijk № 619 «onderlinge duels» 17:45 (UTC+9) | Zuid-Korea                         | 2 – 3 | Frankrijk                                                   | Suwon World Cupstadion, Suwon Toeschouwers: 43.000 Scheidsrechter: Masayoshi Okada (JPN) |
| 26 mei Vriendschappelijk № 619 «onderlinge duels» 17:45 (UTC+9) | Park Ji-sung 26' Seol Ki-hyeon 41' |       | 16' David Trezeguet 53' Christophe Dugarry 89' Frank Lebœuf | Suwon World Cupstadion, Suwon Toeschouwers: 43.000 Scheidsrechter: Masayoshi Okada (JPN) |

| Wereldkampioenschap voetbal 2002 |
| -------------------------------- |

|                                                                   |           |           |                     |                                                                                      |
| 31 mei WK 2002 Groep A № 620 «onderlinge duels» 20:30 uur (UTC+9) | Frankrijk | 0 – 1     | Senegal             | Seoul World Cupstadion, Seoel Toeschouwers: 62.561 Scheidsrechter: Ali Bujsaim (UAE) |
| 31 mei WK 2002 Groep A № 620 «onderlinge duels» 20:30 uur (UTC+9) |           | (details) | 30' Papa Bouba Diop | Seoul World Cupstadion, Seoel Toeschouwers: 62.561 Scheidsrechter: Ali Bujsaim (UAE) |

|                                                                   |           |       |         |                                                                                        |
| 6 juni WK 2002 Groep A № 621 «onderlinge duels» 20:30 uur (UTC+9) | Frankrijk | 0 – 0 | Uruguay | Busan Asiad Mainstadion, Busan Toeschouwers: 38.289 Scheidsrechter: Felipe Ramos (MEX) |
| 6 juni WK 2002 Groep A № 621 «onderlinge duels» 20:30 uur (UTC+9) | (details) |       |         | Busan Asiad Mainstadion, Busan Toeschouwers: 38.289 Scheidsrechter: Felipe Ramos (MEX) |

|                                                                    |                                            |           |           |                                                                                              |
| 11 juni WK 2002 Groep A № 622 «onderlinge duels» 15:30 uur (UTC+9) | Denemarken                                 | 2 – 0     | Frankrijk | Incheon Munhakstadion, Incheon Toeschouwers: 48.100 Scheidsrechter: Vítor Melo Pereira (POR) |
| 11 juni WK 2002 Groep A № 622 «onderlinge duels» 15:30 uur (UTC+9) | Dennis Rommedahl 22' Jon Dahl Tomasson 67' | (details) |           | Incheon Munhakstadion, Incheon Toeschouwers: 48.100 Scheidsrechter: Vítor Melo Pereira (POR) |

|  |  |  |  |  |  |  |  |  |

|                                                                          |                 |       |                       |                                                                                     |
| 21 augustus Vriendschappelijk № 623 «onderlinge duels» 20:00 uur (UTC+1) | Tunesië         | 1 – 1 | Frankrijk             | Stade 7 Novembre, Radès Toeschouwers: 59.223 Scheidsrechter: Cosimo Bolognino (ITA) |
| 21 augustus Vriendschappelijk № 623 «onderlinge duels» 20:00 uur (UTC+1) | Ali Zitouni 38' |       | 19' Mickaël Silvestre | Stade 7 Novembre, Radès Toeschouwers: 59.223 Scheidsrechter: Cosimo Bolognino (ITA) |

|                                                                             |                   |       |                                       |                                                                                |
| 7 september EK 2004 kwalificatie № 624 «onderlinge duels» 19:00 uur (UTC+3) | Cyprus            | 1 – 2 | Frankrijk                             | GSP-stadion, Nicosia Toeschouwers: 11.898 Scheidsrechter: Herbert Fandel (GER) |
| 7 september EK 2004 kwalificatie № 624 «onderlinge duels» 19:00 uur (UTC+3) | Ioannis Okkas 14' |       | 39' Djibril Cissé 52' Sylvain Wiltord | GSP-stadion, Nicosia Toeschouwers: 11.898 Scheidsrechter: Herbert Fandel (GER) |

|                                                                            |                                                                                           |       |          |                                                                                            |
| 12 oktober EK 2004 kwalificatie № 625 «onderlinge duels» 20:45 uur (UTC+2) | Frankrijk                                                                                 | 5 – 0 | Slovenië | Stade de France, Saint-Denis Toeschouwers: 77.619 Scheidsrechter: Kim Milton Nielsen (DEN) |
| 12 oktober EK 2004 kwalificatie № 625 «onderlinge duels» 20:45 uur (UTC+2) | Patrick Vieira 10' Steve Marlet 35' Steve Marlet 64' Sylvain Wiltord 79' Sidney Govou 86' |       |          | Stade de France, Saint-Denis Toeschouwers: 77.619 Scheidsrechter: Kim Milton Nielsen (DEN) |

|                                                                            |       |                                                                           |           |                                                                                      |
| 16 oktober EK 2004 kwalificatie № 626 «onderlinge duels» 20:45 uur (UTC+2) | Malta | 0 – 4                                                                     | Frankrijk | Ta' Qalistadion, Ta' Qali Toeschouwers: 10.000 Scheidsrechter: Alexandru Tudor (ROM) |
| 16 oktober EK 2004 kwalificatie № 626 «onderlinge duels» 20:45 uur (UTC+2) |       | 25' Thierry Henry 36' Thierry Henry 69' Sylvain Wiltord 84' Éric Carrière |           | Ta' Qalistadion, Ta' Qali Toeschouwers: 10.000 Scheidsrechter: Alexandru Tudor (ROM) |

|                                                                          |                                                      |       |             |                                                                                           |
| 20 november Vriendschappelijk № 627 «onderlinge duels» 20:45 uur (UTC+1) | Frankrijk                                            | 3 – 0 | Joegoslavië | Stade de France, Saint-Denis Toeschouwers: 68.000 Scheidsrechter: Eduardo Iturralde (ESP) |
| 20 november Vriendschappelijk № 627 «onderlinge duels» 20:45 uur (UTC+1) | Éric Carrière 12' Éric Carrière 50' Olivier Kapo 70' |       |             | Stade de France, Saint-Denis Toeschouwers: 68.000 Scheidsrechter: Eduardo Iturralde (ESP) |

### 2003
|                                                                          |           |                                   |          |                                                                                        |
| 12 februari Vriendschappelijk № 628 «onderlinge duels» 20:45 uur (UTC+1) | Frankrijk | 0 – 2                             | Tsjechië | Stade de France, Saint-Denis Toeschouwers: 57.366 Scheidsrechter: Wolfgang Stark (GER) |
| 12 februari Vriendschappelijk № 628 «onderlinge duels» 20:45 uur (UTC+1) |           | 7' Zdeněk Grygera 61' Milan Baroš |          | Stade de France, Saint-Denis Toeschouwers: 57.366 Scheidsrechter: Wolfgang Stark (GER) |

|                                                                          | |       |       |                                                                                       |
| 29 maart EK 2004 kwalificatie № 629 «onderlinge duels» 20:45 uur (UTC+1) | Frankrijk | 6 – 0 | Malta | Stade Félix Bollaert, Lens Toeschouwers: 40.775 Scheidsrechter: Emil Bozinovski (MKD) |
| 29 maart EK 2004 kwalificatie № 629 «onderlinge duels» 20:45 uur (UTC+1) | Sylvain Wiltord 37' Thierry Henry 39' Thierry Henry 54' Zinédine Zidane 57' (pen.) David Trezeguet 70' Zinédine Zidane 80' |       |       | Stade Félix Bollaert, Lens Toeschouwers: 40.775 Scheidsrechter: Emil Bozinovski (MKD) |

|                                                                         |              |       |                                           |                                                                                       |
| 2 april EK 2004 kwalificatie № 630 «onderlinge duels» 21:45 uur (UTC+3) | Israël       | 1 – 2 | Frankrijk                                 | Stadio Renzo Barbera, Palermo Toeschouwers: 2.455 Scheidsrechter: Graham Barber (ENG) |
| 2 april EK 2004 kwalificatie № 630 «onderlinge duels» 21:45 uur (UTC+3) | Omri Afek 2' |       | 23' David Trezeguet 45+1' Zinédine Zidane | Stadio Renzo Barbera, Palermo Toeschouwers: 2.455 Scheidsrechter: Graham Barber (ENG) |

|                                                                       |                                                                                           |       |        |                                                                                         |
| 30 april Vriendschappelijk № 631 «onderlinge duels» 20:45 uur (UTC+2) | Frankrijk                                                                                 | 5 – 0 | Egypte | Stade de France, Saint-Denis Toeschouwers: 54.554 Scheidsrechter: Massimo Busacca (SUI) |
| 30 april Vriendschappelijk № 631 «onderlinge duels» 20:45 uur (UTC+2) | Thierry Henry 25' Thierry Henry 34' Robert Pirès 45+1' Djibril Cissé 62' Olivier Kapo 79' |       |        | Stade de France, Saint-Denis Toeschouwers: 54.554 Scheidsrechter: Massimo Busacca (SUI) |

| FIFA Confederations Cup 2003 |
| ---------------------------- |

|                                                                               |                          |       |          |                                                                                   |
| 18 juni Confederations Cup Groep A № 632 «onderlinge duels» 21:00 uur (UTC+2) | Frankrijk                | 1 – 0 | Colombia | Stade de Gerland, Lyon Toeschouwers: 38.541 Scheidsrechter: Lucílio Batista (POR) |
| 18 juni Confederations Cup Groep A № 632 «onderlinge duels» 21:00 uur (UTC+2) | Thierry Henry 39' (pen.) |       |          | Stade de Gerland, Lyon Toeschouwers: 38.541 Scheidsrechter: Lucílio Batista (POR) |

|                                                                               |                                          |       |                       |                                                                                               |
| 20 juni Confederations Cup Groep A № 633 «onderlinge duels» 21:00 uur (UTC+2) | Frankrijk                                | 2 – 1 | Japan                 | Stade Geoffroy-Guichard, Saint-Etienne Toeschouwers: 33.070 Scheidsrechter: Mark Shield (AUS) |
| 20 juni Confederations Cup Groep A № 633 «onderlinge duels» 21:00 uur (UTC+2) | Robert Pirès 43' (pen.) Sidney Govou 65' |       | 59' Shunsuke Nakamura | Stade Geoffroy-Guichard, Saint-Etienne Toeschouwers: 33.070 Scheidsrechter: Mark Shield (AUS) |

|                                                                               |                                                                                             |       |               |                                                                                       |
| 22 juni Confederations Cup Groep A № 634 «onderlinge duels» 21:00 uur (UTC+2) | Frankrijk                                                                                   | 5 – 0 | Nieuw-Zeeland | Stade de France, Saint-Denis Toeschouwers: 36.842 Scheidsrechter: Masoud Moradi (IRI) |
| 22 juni Confederations Cup Groep A № 634 «onderlinge duels» 21:00 uur (UTC+2) | Olivier Kapo 17' Thierry Henry 20' Djibril Cissé 71' Ludovic Giuly 90+1' Robert Pirès 90+3' |       |               | Stade de France, Saint-Denis Toeschouwers: 36.842 Scheidsrechter: Masoud Moradi (IRI) |

|                                                                                    |                                                        |       |                                         |                                                                                         |
| 26 juni Confederations Cup Halve finale № 635 «onderlinge duels» 21:00 uur (UTC+2) | Frankrijk                                              | 3 – 2 | Turkije                                 | Stade de France, Saint-Denis Toeschouwers: 41.195 Scheidsrechter: Jorge Larrionda (URU) |
| 26 juni Confederations Cup Halve finale № 635 «onderlinge duels» 21:00 uur (UTC+2) | Thierry Henry 11' Robert Pirès 26' Sylvain Wiltord 43' |       | 42' Gökdeniz Karadeniz 48' Tuncay Şanlı | Stade de France, Saint-Denis Toeschouwers: 41.195 Scheidsrechter: Jorge Larrionda (URU) |

|                                                                              |          |                   |           |                                                                                         |
| 29 juni Confederations Cup Finale № 636 «onderlinge duels» 21:00 uur (UTC+2) | Kameroen | 0 – 1             | Frankrijk | Stade de France, Saint-Denis Toeschouwers: 51.985 Scheidsrechter: Valentin Ivanov (RUS) |
| 29 juni Confederations Cup Finale № 636 «onderlinge duels» 21:00 uur (UTC+2) |          | 97' Thierry Henry |           | Stade de France, Saint-Denis Toeschouwers: 51.985 Scheidsrechter: Valentin Ivanov (RUS) |

|  |  |  |  |  |  |  |  |  |

|                                                                          |             |                                      |           |                                                                                  |
| 20 augustus Vriendschappelijk № 637 «onderlinge duels» 20:45 uur (UTC+2) | Zwitserland | 0 – 2                                | Frankrijk | Stade de Genève, Genève Toeschouwers: 57.366 Scheidsrechter: Paul Allaerts (BEL) |
| 20 augustus Vriendschappelijk № 637 «onderlinge duels» 20:45 uur (UTC+2) |             | 12' Sylvain Wiltord 54' Steve Marlet |           | Stade de Genève, Genève Toeschouwers: 57.366 Scheidsrechter: Paul Allaerts (BEL) |

|                                                                             |                                                                                                  |       |        |                                                                                       |
| 6 september EK 2004 kwalificatie № 638 «onderlinge duels» 20:45 uur (UTC+2) | Frankrijk                                                                                        | 5 – 0 | Cyprus | Stade de France, Saint-Denis Toeschouwers: 45.000 Scheidsrechter: Leslie Irvine (NIR) |
| 6 september EK 2004 kwalificatie № 638 «onderlinge duels» 20:45 uur (UTC+2) | David Trezeguet 8' Sylvain Wiltord 20' Sylvain Wiltord 41' Thierry Henry 60' David Trezeguet 82' |       |        | Stade de France, Saint-Denis Toeschouwers: 45.000 Scheidsrechter: Leslie Irvine (NIR) |

|                                                                              |          |                                         |           |                                                                                       |
| 10 september EK 2004 kwalificatie № 639 «onderlinge duels» 20:45 uur (UTC+2) | Slovenië | 0 – 2                                   | Frankrijk | Bežigradstadion, Ljubljana Toeschouwers: 9.500 Scheidsrechter: Domenico Messina (ITA) |
| 10 september EK 2004 kwalificatie № 639 «onderlinge duels» 20:45 uur (UTC+2) |          | 10' David Trezeguet 71' Olivier Dacourt |           | Bežigradstadion, Ljubljana Toeschouwers: 9.500 Scheidsrechter: Domenico Messina (ITA) |

|                                                                            |                                                              |       |        |                                                                                          |
| 11 oktober EK 2004 kwalificatie № 640 «onderlinge duels» 20:45 uur (UTC+2) | Frankrijk                                                    | 3 – 0 | Israël | Stade de France, Saint-Denis Toeschouwers: 57.009 Scheidsrechter: Cosimo Bolognino (ITA) |
| 11 oktober EK 2004 kwalificatie № 640 «onderlinge duels» 20:45 uur (UTC+2) | Thierry Henry 9' David Trezeguet 25' Jean-Alain Boumsong 43' |       |        | Stade de France, Saint-Denis Toeschouwers: 57.009 Scheidsrechter: Cosimo Bolognino (ITA) |

|                                                                          |           |                                                           |           |                                                                                           |
| 15 november Vriendschappelijk № 641 «onderlinge duels» 20:30 uur (UTC+1) | Duitsland | 0 – 3                                                     | Frankrijk | Arena AufSchalke, Gelsenkirchen Toeschouwers: 53.574 Scheidsrechter: Stefano Farina (ITA) |
| 15 november Vriendschappelijk № 641 «onderlinge duels» 20:30 uur (UTC+1) |           | 21' Thierry Henry 55' David Trezeguet 81' David Trezeguet |           | Arena AufSchalke, Gelsenkirchen Toeschouwers: 53.574 Scheidsrechter: Stefano Farina (ITA) |

### 2004
|                                                                          |        |                                   |           |                                                                                         |
| 18 februari Vriendschappelijk № 642 «onderlinge duels» 20:15 uur (UTC+1) | België | 0 – 2                             | Frankrijk | Koning Boudewijnstadion, Brussel Toeschouwers: 43.160 Scheidsrechter: Mark Hasley (ENG) |
| 18 februari Vriendschappelijk № 642 «onderlinge duels» 20:15 uur (UTC+1) |        | 45+1' Sidney Govou 76' Louis Saha |           | Koning Boudewijnstadion, Brussel Toeschouwers: 43.160 Scheidsrechter: Mark Hasley (ENG) |

|                                                                       |           |       |           |                                                                              |
| 31 maart Vriendschappelijk № 643 «onderlinge duels» 20:45 uur (UTC+2) | Nederland | 0 – 0 | Frankrijk | De Kuip, Rotterdam Toeschouwers: 52.000 Scheidsrechter: Wolfgang Stark (GER) |
| 31 maart Vriendschappelijk № 643 «onderlinge duels» 20:45 uur (UTC+2) |           |       |           | De Kuip, Rotterdam Toeschouwers: 52.000 Scheidsrechter: Wolfgang Stark (GER) |

|                                                                     |           |       |          |                                                                                       |
| 20 mei Vriendschappelijk № 644 «onderlinge duels» 21:00 uur (UTC+2) | Frankrijk | 0 – 0 | Brazilië | Stade de France, Saint-Denis Toeschouwers: 79.344 Scheidsrechter: Manuel Mejuto (ESP) |
| 20 mei Vriendschappelijk № 644 «onderlinge duels» 21:00 uur (UTC+2) |           |       |          | Stade de France, Saint-Denis Toeschouwers: 79.344 Scheidsrechter: Manuel Mejuto (ESP) |

|                                                                     |                                                                         |       |         |                                                                                         |
| 28 mei Vriendschappelijk № 645 «onderlinge duels» 17:45 uur (UTC+2) | Frankrijk                                                               | 4 – 0 | Andorra | Stade de la Mosson, Montpellier Toeschouwers: 27.753 Scheidsrechter: Mourad Daami (TUN) |
| 28 mei Vriendschappelijk № 645 «onderlinge duels» 17:45 uur (UTC+2) | Sylvain Wiltord 45' Sylvain Wiltord 55' Louis Saha 68' Steve Marlet 74' |       |         | Stade de la Mosson, Montpellier Toeschouwers: 27.753 Scheidsrechter: Mourad Daami (TUN) |

|                                                                     |                     |       |          |                                                                                       |
| 6 juni Vriendschappelijk № 646 «onderlinge duels» 21:00 uur (UTC+2) | Frankrijk           | 1 – 0 | Oekraïne | Stade de France, Saint-Denis Toeschouwers: 60.446 Scheidsrechter: Darko Čeferin (SLO) |
| 6 juni Vriendschappelijk № 646 «onderlinge duels» 21:00 uur (UTC+2) | Zinédine Zidane 88' |       |          | Stade de France, Saint-Denis Toeschouwers: 60.446 Scheidsrechter: Darko Čeferin (SLO) |

| Europees kampioenschap voetbal 2004 |
| ----------------------------------- |

|                                                                    |                                                    |       |                   |                                                                                 |
| 13 juni EK 2004 Groep B № 647 «onderlinge duels» 19:45 uur (UTC+1) | Frankrijk                                          | 2 – 1 | Engeland          | Estádio da Luz, Lissabon Toeschouwers: 62.487 Scheidsrechter: Markus Merk (GER) |
| 13 juni EK 2004 Groep B № 647 «onderlinge duels» 19:45 uur (UTC+1) | Zinédine Zidane 90+1' Zinédine Zidane 90+3' (pen.) |       | 38' Frank Lampard | Estádio da Luz, Lissabon Toeschouwers: 62.487 Scheidsrechter: Markus Merk (GER) |

|                                                                    |                                       |       |                                           | |
| 17 juni EK 2004 Groep B № 648 «onderlinge duels» 19:45 uur (UTC+1) | Kroatië                               | 2 – 2 | Frankrijk                                 | Estádio Dr. Magalhães Pessoa, Leiria Toeschouwers: 29.160 Scheidsrechter: Kim Milton Nielsen (DEN) |
| 17 juni EK 2004 Groep B № 648 «onderlinge duels» 19:45 uur (UTC+1) | Milan Rapaić 48' (pen.) Dado Pršo 52' |       | 51' (e.d.) Igor Tudor 64' David Trezeguet | Estádio Dr. Magalhães Pessoa, Leiria Toeschouwers: 29.160 Scheidsrechter: Kim Milton Nielsen (DEN) |

|                                                                    |                      |       |                                                         |                                                                                            |
| 21 juni EK 2004 Groep B № 649 «onderlinge duels» 19:45 uur (UTC+1) | Zwitserland          | 1 – 3 | Frankrijk                                               | Estádio Cidade de Coimbra, Coimbra Toeschouwers: 28.111 Scheidsrechter: Ľuboš Micheľ (SVK) |
| 21 juni EK 2004 Groep B № 649 «onderlinge duels» 19:45 uur (UTC+1) | Johan Vonlanthen 26' |       | 20' Zinédine Zidane 76' Thierry Henry 84' Thierry Henry | Estádio Cidade de Coimbra, Coimbra Toeschouwers: 28.111 Scheidsrechter: Ľuboš Micheľ (SVK) |

|                                                                        |           |                        |             |                                                                                         |
| 25 juni EK 2004 Kwartfinale № 650 «onderlinge duels» 19:45 uur (UTC+1) | Frankrijk | 0 – 1                  | Griekenland | Estádio José Alvalade, Lissabon Toeschouwers: 45.390 Scheidsrechter: Anders Frisk (SWE) |
| 25 juni EK 2004 Kwartfinale № 650 «onderlinge duels» 19:45 uur (UTC+1) |           | 64' Angelos Charisteas |             | Estádio José Alvalade, Lissabon Toeschouwers: 45.390 Scheidsrechter: Anders Frisk (SWE) |

|  |  |  |  |  |  |  |  |  |

|                                                                          |                  |       |                 |                                                                                                 |
| 18 augustus Vriendschappelijk № 651 «onderlinge duels» 21:00 uur (UTC+2) | Frankrijk        | 1 – 1 | Bosnië en Her.  | Stade de la Route de Lorient, Rennes Toeschouwers: 26.527 Scheidsrechter: Dougie McDonald (SCO) |
| 18 augustus Vriendschappelijk № 651 «onderlinge duels» 21:00 uur (UTC+2) | Péguy Makanda 6' |       | 37' Ivica Grlić | Stade de la Route de Lorient, Rennes Toeschouwers: 26.527 Scheidsrechter: Dougie McDonald (SCO) |

|                                                                             |           |       |        |                                                                                      |
| 4 september WK 2006 kwalificatie № 652 «onderlinge duels» 20:45 uur (UTC+2) | Frankrijk | 0 – 0 | Israël | Stade de France, Saint-Denis Toeschouwers: 43.527 Scheidsrechter: René Temmink (NED) |
| 4 september WK 2006 kwalificatie № 652 «onderlinge duels» 20:45 uur (UTC+2) |           |       |        | Stade de France, Saint-Denis Toeschouwers: 43.527 Scheidsrechter: René Temmink (NED) |

|                                                                             |         |                                     |           |                                                                              |
| 8 september WK 2006 kwalificatie № 653 «onderlinge duels» 17:00 uur (UTC+1) | Faeröer | 0 – 2                               | Frankrijk | Tórsvøllur, Tórshavn Toeschouwers: 5.917 Scheidsrechter: Craig Thomson (SCO) |
| 8 september WK 2006 kwalificatie № 653 «onderlinge duels» 17:00 uur (UTC+1) |         | 32' Ludovic Giuly 73' Djibril Cissé |           | Tórsvøllur, Tórshavn Toeschouwers: 5.917 Scheidsrechter: Craig Thomson (SCO) |

|                                                                           |           |       |         |                                                                                              |
| 9 oktober WK 2006 kwalificatie № 654 «onderlinge duels» 21:00 uur (UTC+2) | Frankrijk | 0 – 0 | Ierland | Stade de France, Saint-Denis Toeschouwers: 78.863 Scheidsrechter: Arturo Dauden Ibáñez (ESP) |
| 9 oktober WK 2006 kwalificatie № 654 «onderlinge duels» 21:00 uur (UTC+2) |           |       |         | Stade de France, Saint-Denis Toeschouwers: 78.863 Scheidsrechter: Arturo Dauden Ibáñez (ESP) |

|                                                                            |        |                                       |           |                                                                                |
| 13 oktober WK 2006 kwalificatie № 655 «onderlinge duels» 21:45 uur (UTC+3) | Cyprus | 0 – 2                                 | Frankrijk | GSP-stadion, Nicosia Toeschouwers: 3.319 Scheidsrechter: Claus Bo Larsen (DEN) |
| 13 oktober WK 2006 kwalificatie № 655 «onderlinge duels» 21:45 uur (UTC+3) |        | 38' Sylvain Wiltord 72' Thierry Henry |           | GSP-stadion, Nicosia Toeschouwers: 3.319 Scheidsrechter: Claus Bo Larsen (DEN) |

|                                                                          |           |       |       |                                                                                              |
| 17 november Vriendschappelijk № 656 «onderlinge duels» 21:00 uur (UTC+1) | Frankrijk | 0 – 0 | Polen | Stade de France, Saint-Denis Toeschouwers: 50.480 Scheidsrechter: Olegário Benquerença (POR) |
| 17 november Vriendschappelijk № 656 «onderlinge duels» 21:00 uur (UTC+1) |           |       |       | Stade de France, Saint-Denis Toeschouwers: 50.480 Scheidsrechter: Olegário Benquerença (POR) |

### 2005
|                                                                         |                     |       |                       |                                                                                                   |
| 9 februari Vriendschappelijk № 657 «onderlinge duels» 21:00 uur (UTC+1) | Frankrijk           | 1 – 1 | Zweden                | Stade de France, Saint-Denis Toeschouwers: 58.923 Scheidsrechter: Julián Rodríguez Santiago (ESP) |
| 9 februari Vriendschappelijk № 657 «onderlinge duels» 21:00 uur (UTC+1) | David Trezeguet 36' |       | 11' Fredrik Ljungberg | Stade de France, Saint-Denis Toeschouwers: 58.923 Scheidsrechter: Julián Rodríguez Santiago (ESP) |

|                                                                          |           |       |             |                                                                                           |
| 26 maart WK 2006 kwalificatie № 658 «onderlinge duels» 21:00 uur (UTC+1) | Frankrijk | 0 – 0 | Zwitserland | Stade de France, Saint-Denis Toeschouwers: 79.373 Scheidsrechter: Massimo De Santis (ITA) |
| 26 maart WK 2006 kwalificatie № 658 «onderlinge duels» 21:00 uur (UTC+1) |           |       |             | Stade de France, Saint-Denis Toeschouwers: 79.373 Scheidsrechter: Massimo De Santis (ITA) |

|                                                                          |                 |       |                     |                                                                                    |
| 30 maart WK 2006 kwalificatie № 659 «onderlinge duels» 21:50 uur (UTC+3) | Israël          | 1 – 1 | Frankrijk           | Ramat Ganstadion, Ramat Gan Toeschouwers: 32.150 Scheidsrechter: Markus Merk (GER) |
| 30 maart WK 2006 kwalificatie № 659 «onderlinge duels» 21:50 uur (UTC+3) | Walid Badir 83' |       | 50' David Trezeguet | Ramat Ganstadion, Ramat Gan Toeschouwers: 32.150 Scheidsrechter: Markus Merk (GER) |

|                                                                     |                                       |       |                     |                                                                                       |
| 31 mei Vriendschappelijk № 660 «onderlinge duels» 21:00 uur (UTC+2) | Frankrijk                             | 2 – 1 | Hongarije           | Stade Saint-Symphorien, Metz Toeschouwers: 26.000 Scheidsrechter: Paul Allaerts (BEL) |
| 31 mei Vriendschappelijk № 660 «onderlinge duels» 21:00 uur (UTC+2) | Djibril Cissé 10' Florent Malouda 36' |       | 79' Zsombor Kerekes | Stade Saint-Symphorien, Metz Toeschouwers: 26.000 Scheidsrechter: Paul Allaerts (BEL) |

|                                                                          |                                                          |       |           |                                                                                          |
| 17 augustus Vriendschappelijk № 661 «onderlinge duels» 21:00 uur (UTC+2) | Frankrijk                                                | 3 – 0 | Ivoorkust | Stade de la Mosson, Montpellier Toeschouwers: 31.457 Scheidsrechter: Paolo Bertini (ITA) |
| 17 augustus Vriendschappelijk № 661 «onderlinge duels» 21:00 uur (UTC+2) | William Gallas 27' Zinédine Zidane 63' Thierry Henry 66' |       |           | Stade de la Mosson, Montpellier Toeschouwers: 31.457 Scheidsrechter: Paolo Bertini (ITA) |

|                                                                             |                                                           |       |         |                                                                                     |
| 3 september WK 2006 kwalificatie № 662 «onderlinge duels» 21:00 uur (UTC+2) | Frankrijk                                                 | 3 – 0 | Faeröer | Stade Félix Bollaert, Lens Toeschouwers: 40.126 Scheidsrechter: Jaroslav Jára (CZE) |
| 3 september WK 2006 kwalificatie № 662 «onderlinge duels» 21:00 uur (UTC+2) | Djibril Cissé 14' Súni Olsen 18' (e.d.) Djibril Cissé 76' |       |         | Stade Félix Bollaert, Lens Toeschouwers: 40.126 Scheidsrechter: Jaroslav Jára (CZE) |

|                                                                             |         |                   |           |                                                                                  |
| 7 september WK 2006 kwalificatie № 663 «onderlinge duels» 19:30 uur (UTC+1) | Ierland | 0 – 1             | Frankrijk | Lansdowne Road, Dublin Toeschouwers: 36.000 Scheidsrechter: Herbert Fandel (GER) |
| 7 september WK 2006 kwalificatie № 663 «onderlinge duels» 19:30 uur (UTC+1) |         | 68' Thierry Henry |           | Lansdowne Road, Dublin Toeschouwers: 36.000 Scheidsrechter: Herbert Fandel (GER) |

|                                                                           |                    |       |                   |                                                                               |
| 8 oktober WK 2006 kwalificatie № 664 «onderlinge duels» 20:45 uur (UTC+2) | Zwitserland        | 1 – 1 | Frankrijk         | Wankdorf Stadion, Bern Toeschouwers: 31.400 Scheidsrechter: Terje Hauge (NOR) |
| 8 oktober WK 2006 kwalificatie № 664 «onderlinge duels» 20:45 uur (UTC+2) | Ludovic Magnin 80' |       | 53' Djibril Cissé | Wankdorf Stadion, Bern Toeschouwers: 31.400 Scheidsrechter: Terje Hauge (NOR) |

|                                                                            |                                                                               |       |        |                                                                                        |
| 12 oktober WK 2006 kwalificatie № 665 «onderlinge duels» 20:45 uur (UTC+2) | Frankrijk                                                                     | 4 – 0 | Cyprus | Stade de France, Saint-Denis Toeschouwers: 78.864 Scheidsrechter: Wolfgang Stark (GER) |
| 12 oktober WK 2006 kwalificatie № 665 «onderlinge duels» 20:45 uur (UTC+2) | Zinédine Zidane 29' Sylvain Wiltord 32' Vikash Dhorasoo 44' Ludovic Giuly 84' |       |        | Stade de France, Saint-Denis Toeschouwers: 78.864 Scheidsrechter: Wolfgang Stark (GER) |

|                                                                         |                                                        |       |                                      |                                                                                         |
| 9 november Vriendschappelijk № 666 «onderlinge duels» 21:00 uur (UTC+1) | Frankrijk                                              | 3 – 2 | Costa Rica                           | Stade Dillon, Fort-de-France Toeschouwers: 16.216 Scheidsrechter: Gilberto Alcala (MEX) |
| 9 november Vriendschappelijk № 666 «onderlinge duels» 21:00 uur (UTC+1) | Nicolas Anelka 49' Djibril Cissé 80' Thierry Henry 88' |       | 14' Álvaro Saborío 41' Danny Fonseca | Stade Dillon, Fort-de-France Toeschouwers: 16.216 Scheidsrechter: Gilberto Alcala (MEX) |

|                                                                          |           |       |           |                                                                                       |
| 12 november Vriendschappelijk № 667 «onderlinge duels» 21:00 uur (UTC+1) | Frankrijk | 0 – 0 | Duitsland | Stade de France, Saint-Denis Toeschouwers: 58.889 Scheidsrechter: Steve Bennett (ENG) |
| 12 november Vriendschappelijk № 667 «onderlinge duels» 21:00 uur (UTC+1) |           |       |           | Stade de France, Saint-Denis Toeschouwers: 58.889 Scheidsrechter: Steve Bennett (ENG) |

### 2006
|                                                                      |                            |       |                                         |                                                                                       |
| 1 maart Vriendschappelijk № 668 «onderlinge duels» 21:00 uur (UTC+1) | Frankrijk                  | 1 – 2 | Slowakije                               | Stade de France, Saint-Denis Toeschouwers: 60.000 Scheidsrechter: Craig Thomson (SCO) |
| 1 maart Vriendschappelijk № 668 «onderlinge duels» 21:00 uur (UTC+1) | Sylvain Wiltord 73' (pen.) |       | 60' Szilárd Németh 80' Jozef Valachovič | Stade de France, Saint-Denis Toeschouwers: 60.000 Scheidsrechter: Craig Thomson (SCO) |

|                                                                     |                     |       |        |                                                                                      |
| 27 mei Vriendschappelijk № 669 «onderlinge duels» 21:00 uur (UTC+2) | Frankrijk           | 1 – 0 | Mexico | Stade de France, Saint-Denis Toeschouwers: 80.000 Scheidsrechter: Mourad Daami (TUN) |
| 27 mei Vriendschappelijk № 669 «onderlinge duels» 21:00 uur (UTC+2) | Florent Malouda 45' |       |        | Stade de France, Saint-Denis Toeschouwers: 80.000 Scheidsrechter: Mourad Daami (TUN) |

|                                                                     |                                              |       |            |                                                                                  |
| 31 mei Vriendschappelijk № 670 «onderlinge duels» 21:00 uur (UTC+2) | Frankrijk                                    | 2 – 0 | Denemarken | Stade Félix Bollaert, Lens Toeschouwers: 39.000 Scheidsrechter: Alan Kelly (IRL) |
| 31 mei Vriendschappelijk № 670 «onderlinge duels» 21:00 uur (UTC+2) | Thierry Henry 12' Sylvain Wiltord 75' (pen.) |       |            | Stade Félix Bollaert, Lens Toeschouwers: 39.000 Scheidsrechter: Alan Kelly (IRL) |

|                                                                     |                                                           |       |                      |                                                                                                |
| 7 juni Vriendschappelijk № 671 «onderlinge duels» 21:00 uur (UTC+1) | Frankrijk                                                 | 3 – 1 | China                | Stade Geoffroy-Guichard, Saint-Etienne Toeschouwers: 34.147 Scheidsrechter: Carlos Megía (ESP) |
| 7 juni Vriendschappelijk № 671 «onderlinge duels» 21:00 uur (UTC+1) | David Trezeguet 30' Yun Wang 89' (e.d.) Thierry Henry 90' |       | 69' (pen.) Zhi Zheng | Stade Geoffroy-Guichard, Saint-Etienne Toeschouwers: 34.147 Scheidsrechter: Carlos Megía (ESP) |

| Wereldkampioenschap voetbal 2006 |
| -------------------------------- |

|                                                                    |           |       |             |                                                                                           |
| 13 juni WK 2006 Groep G № 672 «onderlinge duels» 18:00 uur (UTC+2) | Frankrijk | 0 – 0 | Zwitserland | Mercedes-Benz Arena, Stuttgart Toeschouwers: 52.000 Scheidsrechter: Valentin Ivanov (RUS) |
| 13 juni WK 2006 Groep G № 672 «onderlinge duels» 18:00 uur (UTC+2) | (details) |       |             | Mercedes-Benz Arena, Stuttgart Toeschouwers: 52.000 Scheidsrechter: Valentin Ivanov (RUS) |

|                                                                    |                  |           |                  |                                                                                     |
| 18 juni WK 2006 Groep G № 673 «onderlinge duels» 21:00 uur (UTC+2) | Frankrijk        | 1 – 1     | Zuid-Korea       | Zentralstadion, Leipzig Toeschouwers: 43.000 Scheidsrechter: Benito Archundia (MEX) |
| 18 juni WK 2006 Groep G № 673 «onderlinge duels» 21:00 uur (UTC+2) | Thierry Henry 9' | (details) | 81' Park Ji-sung | Zentralstadion, Leipzig Toeschouwers: 43.000 Scheidsrechter: Benito Archundia (MEX) |

|                                                                    |      |           |                                      |                                                                                        |
| 23 juni WK 2006 Groep G № 674 «onderlinge duels» 21:00 uur (UTC+2) | Togo | 0 – 2     | Frankrijk                            | RheinEnergieStadion, Keulen Toeschouwers: 45.000 Scheidsrechter: Jorge Larrionda (URU) |
| 23 juni WK 2006 Groep G № 674 «onderlinge duels» 21:00 uur (UTC+2) |      | (details) | 55' Patrick Vieira 61' Thierry Henry | RheinEnergieStadion, Keulen Toeschouwers: 45.000 Scheidsrechter: Jorge Larrionda (URU) |

|                                                                           |                        |           |                                                            |                                                                                |
| 27 juni WK 2006 Achtste finale № 675 «onderlinge duels» 21:00 uur (UTC+2) | Spanje                 | 1 – 3     | Frankrijk                                                  | AWD-Arena, Hannover Toeschouwers: 43.000 Scheidsrechter: Roberto Rosetti (ITA) |
| 27 juni WK 2006 Achtste finale № 675 «onderlinge duels» 21:00 uur (UTC+2) | David Villa 28' (pen.) | (details) | 41' Franck Ribéry 83' Patrick Vieira 90+2' Zinédine Zidane | AWD-Arena, Hannover Toeschouwers: 43.000 Scheidsrechter: Roberto Rosetti (ITA) |

|                                                                       |          |           |                   |                                                                                               |
| 1 juli WK 2006 Kwartfinale № 676 «onderlinge duels» 21:00 uur (UTC+2) | Brazilië | 0 – 1     | Frankrijk         | Commerzbank-Arena, Frankfurt Toeschouwers: 48.000 Scheidsrechter: Luis Medina Cantalejo (ESP) |
| 1 juli WK 2006 Kwartfinale № 676 «onderlinge duels» 21:00 uur (UTC+2) |          | (details) | 57' Thierry Henry | Commerzbank-Arena, Frankfurt Toeschouwers: 48.000 Scheidsrechter: Luis Medina Cantalejo (ESP) |

|                                                                        |          |           |                            |                                                                                   |
| 5 juli WK 2006 Halve finale № 677 «onderlinge duels» 21:00 uur (UTC+2) | Portugal | 0 – 1     | Frankrijk                  | Allianz Arena, München Toeschouwers: 66.000 Scheidsrechter: Jorge Larrionda (URU) |
| 5 juli WK 2006 Halve finale № 677 «onderlinge duels» 21:00 uur (UTC+2) |          | (details) | 33' (pen.) Zinédine Zidane | Allianz Arena, München Toeschouwers: 66.000 Scheidsrechter: Jorge Larrionda (URU) |

|                                                                  |                     |              |                           |                                                                                     |
| 9 juli WK 2006 Finale № 678 «onderlinge duels» 20:00 uur (UTC+2) | Italië              | 1 – 1 (n.v.) | Frankrijk                 | Olympiastadion, Berlijn Toeschouwers: 69.000 Scheidsrechter: Horacio Elizondo (ARG) |
| 9 juli WK 2006 Finale № 678 «onderlinge duels» 20:00 uur (UTC+2) | Marco Materazzi 19' | (details)    | 7' (pen.) Zinédine Zidane | Olympiastadion, Berlijn Toeschouwers: 69.000 Scheidsrechter: Horacio Elizondo (ARG) |

|                                                                                 |       | strafschoppen                                            |  |
| Andrea Pirlo Marco Materazzi Daniele De Rossi Alessandro Del Piero Fabio Grosso | 5 – 3 | Sylvain Wiltord David Trezeguet Éric Abidal Willy Sagnol |  |

|  |  |  |  |  |  |  |  |  |

|                                                                          |                       |       |                                       |                                                                                     |
| 16 augustus Vriendschappelijk № 679 «onderlinge duels» 21:00 uur (UTC+2) | Bosnië en Herzegovina | 1 – 2 | Frankrijk                             | Koševostadion, Sarajevo Toeschouwers: 35.000 Scheidsrechter: Franz-Xaver Wack (GER) |
| 16 augustus Vriendschappelijk № 679 «onderlinge duels» 21:00 uur (UTC+2) | Sergej Barbarez 15'   |       | 41' William Gallas 90' Julien Faubert | Koševostadion, Sarajevo Toeschouwers: 35.000 Scheidsrechter: Franz-Xaver Wack (GER) |

|                                                                             |         |                                                               |           |                                                                                          |
| 2 september EK 2008 kwalificatie № 680 «onderlinge duels» 20:00 uur (UTC+4) | Georgië | 0 – 3                                                         | Frankrijk | Boris Paitsjadzestadion, Tbilisi Toeschouwers: 65.000 Scheidsrechter: Jan Wegereef (NED) |
| 2 september EK 2008 kwalificatie № 680 «onderlinge duels» 20:00 uur (UTC+4) |         | 7' Florent Malouda 15' Louis Saha 47' (e.d.) Malchaz Asatiani |           | Boris Paitsjadzestadion, Tbilisi Toeschouwers: 65.000 Scheidsrechter: Jan Wegereef (NED) |

|                                                                             |                                                    |       |                       |                                                                                        |
| 6 september EK 2008 kwalificatie № 681 «onderlinge duels» 21:00 uur (UTC+2) | Frankrijk                                          | 3 – 1 | Italië                | Stade de France, Saint-Denis Toeschouwers: 78.800 Scheidsrechter: Herbert Fandel (GER) |
| 6 september EK 2008 kwalificatie № 681 «onderlinge duels» 21:00 uur (UTC+2) | Sidney Govou 2' Thierry Henry 18' Sidney Govou 55' |       | 20' Alberto Gilardino | Stade de France, Saint-Denis Toeschouwers: 78.800 Scheidsrechter: Herbert Fandel (GER) |

|                                                                           |                   |       |           |                                                                                  |
| 7 oktober EK 2008 kwalificatie № 682 «onderlinge duels» 17:00 uur (UTC+1) | Schotland         | 1 – 0 | Frankrijk | Hampden Park, Glasgow Toeschouwers: 52.500 Scheidsrechter: Massimo Busacca (SUI) |
| 7 oktober EK 2008 kwalificatie № 682 «onderlinge duels» 17:00 uur (UTC+1) | Gary Caldwell 67' |       |           | Hampden Park, Glasgow Toeschouwers: 52.500 Scheidsrechter: Massimo Busacca (SUI) |

|                                                                            |                                                                                            |       |         |                                                                                             |
| 11 oktober EK 2008 kwalificatie № 683 «onderlinge duels» 21:00 uur (UTC+2) | Frankrijk                                                                                  | 5 – 0 | Faeröer | Stade Auguste Bonal, Montbéliard Toeschouwers: 19.314 Scheidsrechter: Sorin Corpodean (ROM) |
| 11 oktober EK 2008 kwalificatie № 683 «onderlinge duels» 21:00 uur (UTC+2) | Louis Saha 1' Thierry Henry 22' Nicolas Anelka 77' David Trezeguet 78' David Trezeguet 84' |       |         | Stade Auguste Bonal, Montbéliard Toeschouwers: 19.314 Scheidsrechter: Sorin Corpodean (ROM) |

|                                                                          |                   |       |             |                                                                                          |
| 15 november Vriendschappelijk № 684 «onderlinge duels» 21:00 uur (UTC+1) | Frankrijk         | 1 – 0 | Griekenland | Stade de France, Saint-Denis Toeschouwers: 63.680 Scheidsrechter: Franz-Xaver Wack (GER) |
| 15 november Vriendschappelijk № 684 «onderlinge duels» 21:00 uur (UTC+1) | Thierry Henry 26' |       |             | Stade de France, Saint-Denis Toeschouwers: 63.680 Scheidsrechter: Franz-Xaver Wack (GER) |

### 2007
|                                                                         |           |                    |            |                                                                                       |
| 7 februari Vriendschappelijk № 685 «onderlinge duels» 21:00 uur (UTC+1) | Frankrijk | 0 – 1              | Argentinië | Stade de France, Saint-Denis Toeschouwers: 79.862 Scheidsrechter: Damir Skomina (SLO) |
| 7 februari Vriendschappelijk № 685 «onderlinge duels» 21:00 uur (UTC+1) |           | 15' Javier Saviola |            | Stade de France, Saint-Denis Toeschouwers: 79.862 Scheidsrechter: Damir Skomina (SLO) |

|                                                                          |          |                    |           |                                                                                      |
| 24 maart EK 2008 kwalificatie № 686 «onderlinge duels» 19:00 uur (UTC+2) | Litouwen | 0 – 1              | Frankrijk | S.Darius and S.Girėnas, Kaunas Toeschouwers: 8.000 Scheidsrechter: Howard Webb (ENG) |
| 24 maart EK 2008 kwalificatie № 686 «onderlinge duels» 19:00 uur (UTC+2) |          | 73' Nicolas Anelka |           | S.Darius and S.Girėnas, Kaunas Toeschouwers: 8.000 Scheidsrechter: Howard Webb (ENG) |

|                                                                       |                   |       |            |                                                                                             |
| 28 maart Vriendschappelijk № 687 «onderlinge duels» 21:00 uur (UTC+2) | Frankrijk         | 1 – 0 | Oostenrijk | Stade de France, Saint-Denis Toeschouwers: 68.403 Scheidsrechter: Athanassios Briakos (GRE) |
| 28 maart Vriendschappelijk № 687 «onderlinge duels» 21:00 uur (UTC+2) | Karim Benzema 53' |       |            | Stade de France, Saint-Denis Toeschouwers: 68.403 Scheidsrechter: Athanassios Briakos (GRE) |

|                                                                        |                                      |       |          |                                                                                               |
| 2 juni EK 2008 kwalificatie № 688 «onderlinge duels» 21:00 uur (UTC+2) | Frankrijk                            | 2 – 0 | Oekraïne | Stade de France, Saint-Denis Toeschouwers: 80.051 Scheidsrechter: Luis Medina Cantalejo (ESP) |
| 2 juni EK 2008 kwalificatie № 688 «onderlinge duels» 21:00 uur (UTC+2) | Franck Ribéry 57' Nicolas Anelka 71' |       |          | Stade de France, Saint-Denis Toeschouwers: 80.051 Scheidsrechter: Luis Medina Cantalejo (ESP) |

|                                                                        |                 |       |         |                                                                                               |
| 6 juni EK 2008 kwalificatie № 689 «onderlinge duels» 21:00 uur (UTC+2) | Frankrijk       | 1 – 0 | Georgië | Stade de l'Abbé-Deschamps, Auxerre Toeschouwers: 21.000 Scheidsrechter: Lucílio Batista (POR) |
| 6 juni EK 2008 kwalificatie № 689 «onderlinge duels» 21:00 uur (UTC+2) | Samir Nasri 33' |       |         | Stade de l'Abbé-Deschamps, Auxerre Toeschouwers: 21.000 Scheidsrechter: Lucílio Batista (POR) |

|                                                                          |           |                   |           |                                                                                             |
| 22 augustus Vriendschappelijk № 690 «onderlinge duels» 21:00 uur (UTC+2) | Slowakije | 0 – 1             | Frankrijk | Štadión Antona Malatinského, Trnava Toeschouwers: 13.164 Scheidsrechter: Igor Jegorov (RUS) |
| 22 augustus Vriendschappelijk № 690 «onderlinge duels» 21:00 uur (UTC+2) |           | 38' Thierry Henry |           | Štadión Antona Malatinského, Trnava Toeschouwers: 13.164 Scheidsrechter: Igor Jegorov (RUS) |

|                                                                             |        |       |           |                                                                          |
| 8 september EK 2008 kwalificatie № 691 «onderlinge duels» 20:50 uur (UTC+2) | Italië | 0 – 0 | Frankrijk | San Siro, Milaan Toeschouwers: 80.000 Scheidsrechter: Ľuboš Micheľ (SVK) |
| 8 september EK 2008 kwalificatie № 691 «onderlinge duels» 20:50 uur (UTC+2) |        |       |           | San Siro, Milaan Toeschouwers: 80.000 Scheidsrechter: Ľuboš Micheľ (SVK) |

|                                                                              |           |                    |           |                                                                                       |
| 12 september EK 2008 kwalificatie № 692 «onderlinge duels» 21:00 uur (UTC+2) | Frankrijk | 0 – 1              | Schotland | Stade de France, Saint-Denis Toeschouwers: 42.000 Scheidsrechter: Konrad Plautz (AUT) |
| 12 september EK 2008 kwalificatie № 692 «onderlinge duels» 21:00 uur (UTC+2) |           | 64' James McFadden |           | Stade de France, Saint-Denis Toeschouwers: 42.000 Scheidsrechter: Konrad Plautz (AUT) |

|                                                                            |         | |           |                                                                               |
| 13 oktober EK 2008 kwalificatie № 693 «onderlinge duels» 16:00 uur (UTC+1) | Faeröer | 0 – 6 | Frankrijk | Tórsvøllur, Tórshavn Toeschouwers: 8.076 Scheidsrechter: Gabriele Rossi (ITA) |
| 13 oktober EK 2008 kwalificatie № 693 «onderlinge duels» 16:00 uur (UTC+1) |         | 6' Nicolas Anelka 8' Thierry Henry 50' Karim Benzema 66' Jérôme Rothen 81' Karim Benzema 90+4' Hatem Ben Arfa |           | Tórsvøllur, Tórshavn Toeschouwers: 8.076 Scheidsrechter: Gabriele Rossi (ITA) |

|                                                                            |                                     |       |          |                                                                                        |
| 17 oktober EK 2008 kwalificatie № 694 «onderlinge duels» 21:00 uur (UTC+2) | Frankrijk                           | 2 – 0 | Litouwen | Stade de la Beaujoire, Nantes Toeschouwers: 36.350 Scheidsrechter: Viktor Kassai (HUN) |
| 17 oktober EK 2008 kwalificatie № 694 «onderlinge duels» 21:00 uur (UTC+2) | Thierry Henry 80' Thierry Henry 81' |       |          | Stade de la Beaujoire, Nantes Toeschouwers: 36.350 Scheidsrechter: Viktor Kassai (HUN) |

|                                                                          |                                  |       |                                        |                                                                                     |
| 16 november Vriendschappelijk № 695 «onderlinge duels» 21:00 uur (UTC+1) | Frankrijk                        | 2 – 2 | Marokko                                | Stade de France, Saint-Denis Toeschouwers: 80.000 Scheidsrechter: Ruud Bossen (NED) |
| 16 november Vriendschappelijk № 695 «onderlinge duels» 21:00 uur (UTC+1) | Sidney Govou 15' Samir Nasri 75' |       | 8' Tarik Sektioui 85' Youssef Mokhtari | Stade de France, Saint-Denis Toeschouwers: 80.000 Scheidsrechter: Ruud Bossen (NED) |

|                                                                             |                                           |       |                                    |                                                                                     |
| 21 november EK 2008 kwalificatie № 696 «onderlinge duels» 21:30 uur (UTC+2) | Oekraïne                                  | 2 – 2 | Frankrijk                          | NSK Olimpiejsky, Kiev Toeschouwers: 30.000 Scheidsrechter: Tom Henning Øvrebø (NOR) |
| 21 november EK 2008 kwalificatie № 696 «onderlinge duels» 21:30 uur (UTC+2) | Andrij Voronin 14' Andrij Sjevtsjenko 46' |       | 20' Thierry Henry 34' Sidney Govou | NSK Olimpiejsky, Kiev Toeschouwers: 30.000 Scheidsrechter: Tom Henning Øvrebø (NOR) |

### 2008
|                                                                         |                    |       |           |                                                                                    |
| 6 februari Vriendschappelijk № 697 «onderlinge duels» 21:00 uur (UTC+1) | Spanje             | 1 – 0 | Frankrijk | Estadio La Rosaleda, Málaga Toeschouwers: 38.000 Scheidsrechter: Tony Asumaa (FIN) |
| 6 februari Vriendschappelijk № 697 «onderlinge duels» 21:00 uur (UTC+1) | Joan Capdevila 79' |       |           | Estadio La Rosaleda, Málaga Toeschouwers: 38.000 Scheidsrechter: Tony Asumaa (FIN) |

|                                                                       |                          |       |          |                                                                                       |
| 26 maart Vriendschappelijk № 698 «onderlinge duels» 21:00 uur (UTC+1) | Frankrijk                | 1 – 0 | Engeland | Stade de France, Saint-Denis Toeschouwers: 78.500 Scheidsrechter: Florian Meyer (GER) |
| 26 maart Vriendschappelijk № 698 «onderlinge duels» 21:00 uur (UTC+1) | Franck Ribéry 32' (pen.) |       |          | Stade de France, Saint-Denis Toeschouwers: 78.500 Scheidsrechter: Florian Meyer (GER) |

|                                                                     |                                         |       |         |                                                                                    |
| 27 mei Vriendschappelijk № 699 «onderlinge duels» 21:00 uur (UTC+2) | Frankrijk                               | 2 – 0 | Ecuador | Stade des Alpes, Grenoble Toeschouwers: 20.000 Scheidsrechter: Paul Allaerts (BEL) |
| 27 mei Vriendschappelijk № 699 «onderlinge duels» 21:00 uur (UTC+2) | Bafétimbi Gomis 60' Bafétimbi Gomis 86' |       |         | Stade des Alpes, Grenoble Toeschouwers: 20.000 Scheidsrechter: Paul Allaerts (BEL) |

|                                                                     |           |       |          |                                                                                    |
| 31 mei Vriendschappelijk № 700 «onderlinge duels» 21:00 uur (UTC+2) | Frankrijk | 0 – 0 | Paraguay | Stade Municipal, Toulouse Toeschouwers: 33.418 Scheidsrechter: Pedro Proença (POR) |
| 31 mei Vriendschappelijk № 700 «onderlinge duels» 21:00 uur (UTC+2) |           |       |          | Stade Municipal, Toulouse Toeschouwers: 33.418 Scheidsrechter: Pedro Proença (POR) |

|                                                                     |                          |       |          |                                                                                   |
| 3 juni Vriendschappelijk № 701 «onderlinge duels» 21:00 uur (UTC+2) | Frankrijk                | 1 – 0 | Colombia | Stade de France, Saint-Denis Toeschouwers: 79.727 Scheidsrechter: Mike Dean (ENG) |
| 3 juni Vriendschappelijk № 701 «onderlinge duels» 21:00 uur (UTC+2) | Franck Ribéry 25' (pen.) |       |          | Stade de France, Saint-Denis Toeschouwers: 79.727 Scheidsrechter: Mike Dean (ENG) |

| Europees kampioenschap voetbal 2008 |
| ----------------------------------- |

|                                                                   |           |       |           |                                                                                      |
| 9 juni EK 2008 Groep C № 702 «onderlinge duels» 18:00 uur (UTC+2) | Roemenië  | 0 – 0 | Frankrijk | Letzigrund, Zürich Toeschouwers: 30.585 Scheidsrechter: Manuel Mejuto González (ESP) |
| 9 juni EK 2008 Groep C № 702 «onderlinge duels» 18:00 uur (UTC+2) | (details) |       |           | Letzigrund, Zürich Toeschouwers: 30.585 Scheidsrechter: Manuel Mejuto González (ESP) |

|                                                                    |                                                                           |           |                   |                                                                                 |
| 13 juni EK 2008 Groep C № 703 «onderlinge duels» 20:45 uur (UTC+2) | Nederland                                                                 | 4 – 1     | Frankrijk         | Stade de Suisse, Bern Toeschouwers: 30.777 Scheidsrechter: Herbert Fandel (GER) |
| 13 juni EK 2008 Groep C № 703 «onderlinge duels» 20:45 uur (UTC+2) | Dirk Kuijt 9' Robin van Persie 59' Arjen Robben 72' Wesley Sneijder 90+2' | (details) | 71' Thierry Henry | Stade de Suisse, Bern Toeschouwers: 30.777 Scheidsrechter: Herbert Fandel (GER) |

|                                                                    |           |           |                                              |                                                                            |
| 17 juni EK 2008 Groep C № 704 «onderlinge duels» 20:45 uur (UTC+2) | Frankrijk | 0 – 2     | Italië                                       | Letzigrund, Zürich Toeschouwers: 30.585 Scheidsrechter: Ľuboš Micheľ (SVK) |
| 17 juni EK 2008 Groep C № 704 «onderlinge duels» 20:45 uur (UTC+2) |           | (details) | 25' (pen.) Andrea Pirlo 62' Daniele De Rossi | Letzigrund, Zürich Toeschouwers: 30.585 Scheidsrechter: Ľuboš Micheľ (SVK) |

|  |  |  |  |  |  |  |  |  |

| |                                            |       |                                                     |                                                                                |
| 20 augustus Vriendschappelijk Jubileumslandskamp 1958-2008 № 705 «onderlinge duels» 21:00 uur (UTC+2) | Zweden                                     | 2 – 3 | Frankrijk                                           | Nya Ullevi, Göteborg Toeschouwers: 23.263 Scheidsrechter: Eric Braamhaar (NED) |
| 20 augustus Vriendschappelijk Jubileumslandskamp 1958-2008 № 705 «onderlinge duels» 21:00 uur (UTC+2) | Henrik Larsson 5' Kim Källström 85' (pen.) |       | 18' Karim Benzema 61' Sidney Govou 77' Sidney Govou | Nya Ullevi, Göteborg Toeschouwers: 23.263 Scheidsrechter: Eric Braamhaar (NED) |

|                                                                             |                                                                |       |                  |                                                                                       |
| 6 september WK 2010 kwalificatie № 706 «onderlinge duels» 20:45 uur (UTC+2) | Oostenrijk                                                     | 3 – 1 | Frankrijk        | Ernst Happelstadion, Wenen Toeschouwers: 48.000 Scheidsrechter: Claus Bo Larsen (DEN) |
| 6 september WK 2010 kwalificatie № 706 «onderlinge duels» 20:45 uur (UTC+2) | Marc Janko 8' René Aufhauser 41' Andreas Ivanschitz 72' (pen.) |       | 61' Sidney Govou | Ernst Happelstadion, Wenen Toeschouwers: 48.000 Scheidsrechter: Claus Bo Larsen (DEN) |

|                                                                              |                                      |       |                        |                                                                                              |
| 10 september WK 2010 kwalificatie № 707 «onderlinge duels» 21:00 uur (UTC+2) | Frankrijk                            | 2 – 1 | Servië                 | Stade de France, Saint-Denis Toeschouwers: 53.027 Scheidsrechter: Olegário Benquerença (POR) |
| 10 september WK 2010 kwalificatie № 707 «onderlinge duels» 21:00 uur (UTC+2) | Thierry Henry 53' Nicolas Anelka 63' |       | 75' Branislav Ivanović | Stade de France, Saint-Denis Toeschouwers: 53.027 Scheidsrechter: Olegário Benquerença (POR) |

|                                                                            |                                    |       |                                      |                                                                                               |
| 11 oktober WK 2010 kwalificatie № 708 «onderlinge duels» 21:45 uur (UTC+3) | Roemenië                           | 2 – 2 | Frankrijk                            | Gheorghe Hagistadion, Constanța Toeschouwers: 12.800 Scheidsrechter: Frank De Bleeckere (BEL) |
| 11 oktober WK 2010 kwalificatie № 708 «onderlinge duels» 21:45 uur (UTC+3) | Florentin Petre 5' Dorin Goian 16' |       | 36' Franck Ribéry 68' Yoann Gourcuff | Gheorghe Hagistadion, Constanța Toeschouwers: 12.800 Scheidsrechter: Frank De Bleeckere (BEL) |

|                                                                         |                                                       |       |                 |                                                                                     |
| 14 oktober Vriendschappelijk № 709 «onderlinge duels» 21:00 uur (UTC+2) | Frankrijk                                             | 3 – 1 | Tunesië         | Stade de France, Saint-Denis Toeschouwers: 74.564 Scheidsrechter: Anton Genov (BUL) |
| 14 oktober Vriendschappelijk № 709 «onderlinge duels» 21:00 uur (UTC+2) | Thierry Henry 40' Thierry Henry 48' Karim Benzema 58' |       | 30' Issam Jemaa | Stade de France, Saint-Denis Toeschouwers: 74.564 Scheidsrechter: Anton Genov (BUL) |

|                                                                          |           |       |         |                                                                                          |
| 19 november Vriendschappelijk № 710 «onderlinge duels» 21:00 uur (UTC+1) | Frankrijk | 0 – 0 | Uruguay | Stade de France, Saint-Denis Toeschouwers: 79.666 Scheidsrechter: Cyril Zimmermann (SUI) |
| 19 november Vriendschappelijk № 710 «onderlinge duels» 21:00 uur (UTC+1) |           |       |         | Stade de France, Saint-Denis Toeschouwers: 79.666 Scheidsrechter: Cyril Zimmermann (SUI) |

### 2009
|                                                                          |           |                                      |            |                                                                                      |
| 11 februari Vriendschappelijk № 711 «onderlinge duels» 21:00 uur (UTC+1) | Frankrijk | 0 – 2                                | Argentinië | Stade Vélodrome, Marseille Toeschouwers: 60.000 Scheidsrechter: Jonas Eriksson (SWE) |
| 11 februari Vriendschappelijk № 711 «onderlinge duels» 21:00 uur (UTC+1) |           | 41' Jonas Gutiérrez 83' Lionel Messi |            | Stade Vélodrome, Marseille Toeschouwers: 60.000 Scheidsrechter: Jonas Eriksson (SWE) |

|                                                                          |          |                   |           |                                                                                                  |
| 28 maart WK 2010 kwalificatie № 712 «onderlinge duels» 21:45 uur (UTC+2) | Litouwen | 0 – 1             | Frankrijk | S. Dariaus- en S. Girėnostadion, Kaunas Toeschouwers: 8.700 Scheidsrechter: Eric Braamhaar (NED) |
| 28 maart WK 2010 kwalificatie № 712 «onderlinge duels» 21:45 uur (UTC+2) |          | 67' Franck Ribéry |           | S. Dariaus- en S. Girėnostadion, Kaunas Toeschouwers: 8.700 Scheidsrechter: Eric Braamhaar (NED) |

|                                                                         |                   |       |          |                                                                                     |
| 1 april WK 2010 kwalificatie № 713 «onderlinge duels» 21:00 uur (UTC+2) | Frankrijk         | 1 – 0 | Litouwen | Stade de France, Saint-Denis Toeschouwers: 79.543 Scheidsrechter: Howard Webb (ENG) |
| 1 april WK 2010 kwalificatie № 713 «onderlinge duels» 21:00 uur (UTC+2) | Franck Ribéry 75' |       |          | Stade de France, Saint-Denis Toeschouwers: 79.543 Scheidsrechter: Howard Webb (ENG) |

|                                                                     |           |                   |         |                                                                                                |
| 2 juni Vriendschappelijk № 714 «onderlinge duels» 21:00 uur (UTC+2) | Frankrijk | 0 – 1             | Nigeria | Stade Geoffroy-Guichard, Saint-Etienne Toeschouwers: 25.000 Scheidsrechter: Matthew Dyer (RSA) |
| 2 juni Vriendschappelijk № 714 «onderlinge duels» 21:00 uur (UTC+2) |           | 32' Joseph Akpala |         | Stade Geoffroy-Guichard, Saint-Etienne Toeschouwers: 25.000 Scheidsrechter: Matthew Dyer (RSA) |

|                                                                     |                          |       |         |                                                                                |
| 5 juni Vriendschappelijk № 715 «onderlinge duels» 21:00 uur (UTC+2) | Frankrijk                | 1 – 0 | Turkije | Stade de Gerland, Lyon Toeschouwers: 40.000 Scheidsrechter: Manuel Gräfe (GER) |
| 5 juni Vriendschappelijk № 715 «onderlinge duels» 21:00 uur (UTC+2) | Karim Benzema 39' (pen.) |       |         | Stade de Gerland, Lyon Toeschouwers: 40.000 Scheidsrechter: Manuel Gräfe (GER) |

|                                                                             |         |                         |           |                                                                                    |
| 12 augustus WK 2010 kwalificatie № 716 «onderlinge duels» 17:00 uur (UTC+1) | Faeröer | 0 – 1                   | Frankrijk | Tórsvøllur, Tórshavn Toeschouwers: 2.974 Scheidsrechter: Mihalis Koukoulakis (GRE) |
| 12 augustus WK 2010 kwalificatie № 716 «onderlinge duels» 17:00 uur (UTC+1) |         | 41' André-Pierre Gignac |           | Tórsvøllur, Tórshavn Toeschouwers: 2.974 Scheidsrechter: Mihalis Koukoulakis (GRE) |

|                                                                             |                   |       |                          |                                                                                    |
| 5 september WK 2010 kwalificatie № 717 «onderlinge duels» 21:00 uur (UTC+2) | Frankrijk         | 1 – 1 | Roemenië                 | Stade de France, Saint-Denis Toeschouwers: 78.209 Scheidsrechter: Ivan Bebek (CRO) |
| 5 september WK 2010 kwalificatie № 717 «onderlinge duels» 21:00 uur (UTC+2) | Thierry Henry 48' |       | 55' (e.d.) Julien Escudé | Stade de France, Saint-Denis Toeschouwers: 78.209 Scheidsrechter: Ivan Bebek (CRO) |

|                                                                             |                          |       |                   |                                                                                       |
| 9 september WK 2010 kwalificatie № 718 «onderlinge duels» 21:00 uur (UTC+2) | Servië                   | 1 – 1 | Frankrijk         | Rode Sterstadion, Belgrado Toeschouwers: 49.456 Scheidsrechter: Roberto Rosetti (ITA) |
| 9 september WK 2010 kwalificatie № 718 «onderlinge duels» 21:00 uur (UTC+2) | Nenad Milijaš 12' (pen.) |       | 36' Thierry Henry | Rode Sterstadion, Belgrado Toeschouwers: 49.456 Scheidsrechter: Roberto Rosetti (ITA) |

|                                                                            | |       |         |                                                                                      |
| 10 oktober WK 2010 kwalificatie № 719 «onderlinge duels» 21:00 uur (UTC+2) | Frankrijk                                                                                               | 5 – 0 | Faeröer | Stade du Roudourou, Guingamp Toeschouwers: 16.755 Scheidsrechter: Robert Małek (POL) |
| 10 oktober WK 2010 kwalificatie № 719 «onderlinge duels» 21:00 uur (UTC+2) | André-Pierre Gignac 34' André-Pierre Gignac 38' William Gallas 52' Nicolas Anelka 86' Karim Benzema 88' |       |         | Stade du Roudourou, Guingamp Toeschouwers: 16.755 Scheidsrechter: Robert Małek (POL) |

|                                                                            |                                                                    |       |                |                                                                                       |
| 14 oktober WK 2010 kwalificatie № 720 «onderlinge duels» 21:00 uur (UTC+2) | Frankrijk                                                          | 3 – 1 | Oostenrijk     | Stade de France, Saint-Denis Toeschouwers: 78.099 Scheidsrechter: Pedro Proença (POR) |
| 14 oktober WK 2010 kwalificatie № 720 «onderlinge duels» 21:00 uur (UTC+2) | Karim Benzema 18' Thierry Henry 26' (pen.) André-Pierre Gignac 66' |       | 49' Marc Janko | Stade de France, Saint-Denis Toeschouwers: 78.099 Scheidsrechter: Pedro Proença (POR) |

|                                                                                     |         |                    |           |                                                                           |
| 14 november WK 2010 kwalificatie Play-offs № 721 «onderlinge duels» 20:00 uur (UTC) | Ierland | 0 – 1              | Frankrijk | Croke Park, Dublin Toeschouwers: 74.103 Scheidsrechter: Felix Brych (GER) |
| 14 november WK 2010 kwalificatie Play-offs № 721 «onderlinge duels» 20:00 uur (UTC) |         | 72' Nicolas Anelka |           | Croke Park, Dublin Toeschouwers: 74.103 Scheidsrechter: Felix Brych (GER) |

|                                                                                       |                     |       |                  |                                                                                        |
| 18 november WK 2010 kwalificatie Play-offs № 722 «onderlinge duels» 21:00 uur (UTC+1) | Frankrijk           | 1 – 1 | Ierland          | Stade de France, Saint-Denis Toeschouwers: 79.145 Scheidsrechter: Martin Hansson (SWE) |
| 18 november WK 2010 kwalificatie Play-offs № 722 «onderlinge duels» 21:00 uur (UTC+1) | William Gallas 103' |       | 32' Robbie Keane | Stade de France, Saint-Denis Toeschouwers: 79.145 Scheidsrechter: Martin Hansson (SWE) |

FFF · A-internationals · Selecties · Bondscoaches · Frans vrouwenelftal · Olympisch elftal · Frankrijk U21 · Frankrijk U20 · Frankrijk U19 · Frankrijk U18 · Frankrijk U17 · Frankrijk U16 · Vrouwen U17
1904 – 1919 ·
1920 – 1929 ·
1930 – 1939 ·
1940 – 1949 ·
1950 – 1959 ·
1960 – 1969 ·
1970 – 1979 ·
1980 – 1989 ·
1990 – 1999 ·
2000 – 2009 ·
2010 – 2019 ·
2020 – 2029
EK's: 1984 · 
1992 · 
1996 · 
2000 · 
2004 · 
2008 · 
2012 · 
2016 · 
2020 · 
2024
WK's: 1930 · 
1934 · 
1938 · 
1954 · 
1958 · 
1966 · 
1978 · 
1982 · 
1986 · 
1998 · 
2002 · 
2006 · 
2010 · 
2014 · 
2018 · 
2022
OS: 1900 · 
1908 · 
1920 · 
1924 · 
1948 · 
1952 · 
1960 · 
1968 · 
1976 · 
1984 · 
1996 · 
2020
1904 · 
1905 · 
1906 · 
1907 · 
1908 · 
1909 · 
1910 · 
1911 · 
1912 · 
1913 · 
1914 · 
1915 · 1916 · 1917 · 1918 · 
1919 · 
1920 · 
1921 · 
1922 · 
1923 · 
1924 · 
1925 · 
1926 · 
1927 · 
1928 · 
1929 · 
1930 · 
1931 · 
1932 · 
1933 · 
1934 · 
1935 · 
1936 · 
1937 · 
1938 · 
1939 · 
1940 · 1941  · 
1942 · 
1943 · 1944  · 
1945 · 
1946 · 
1947 · 
1948 · 
1949 · 
1950 · 
1951 · 
1952 · 
1953 · 
1954 · 
1955 · 
1956 · 
1957 · 
1958 · 
1959 ·
1960 · 
1961 · 
1962 · 
1963 · 
1964 · 
1965 · 
1966 · 
1967 · 
1968 · 
1969 ·
1970 · 
1971 · 
1972 · 
1973 · 
1974 · 
1975 · 
1976 · 
1977 · 
1978 · 
1979 ·
1980 · 
1981 · 
1982 · 
1983 · 
1984 · 
1985 · 
1986 · 
1987 · 
1988 · 
1989 · 
1990 · 
1991 · 
1992 · 
1993 · 
1994 · 
1995 · 
1996 · 
1997 · 
1998 · 
1999 · 
2000 · 
2001 · 
2002 · 
2003 · 
2004 · 
2005 · 
2006 · 
2007 · 
2008 · 
2009 · 
2010 · 
2011 · 
2012 · 
2013 · 
2014 · 
2015 · 
2016 · 
2017 · 
2018 ·
2019 ·
2020 ·
2021 ·
2022 ·
2023
Albanië ·
Algerije ·
Andorra ·
Argentinië ·
Armenië ·
Australië ·
Azerbeidzjan ·
België ·
Bolivia ·
Bosnië en Herzegovina ·
Brazilië ·
Bulgarije ·
Canada ·
Chili ·
China ·
Colombia ·
Costa Rica ·
Cyprus ·
Denemarken ·
Duitse Democratische Republiek ·
Duitsland ·
Ecuador ·
Egypte ·
Engeland ·
Estland ·
Faeröer ·
Finland ·
Georgië ·
Gibraltar ·
Griekenland ·
Honduras ·
Hongarije ·
Ierland ·
IJsland ·
Iran ·
Israël ·
Italië ·
Ivoorkust ·
Jamaica ·
Japan ·
Joegoslavië ·
Kameroen ·
Kazachstan ·
Koeweit ·
Kroatië ·
Letland ·
Litouwen ·
Luxemburg ·
Malta ·
Marokko ·
Mexico ·
Moldavië ·
Nederland ·
Nieuw-Zeeland ·
Nigeria ·
Noord-Ierland ·
Noorwegen ·
Oekraïne ·
Oostenrijk ·
Paraguay ·
Peru · 
Polen ·
Portugal ·
Roemenië ·
Rusland ·
Saoedi-Arabië ·
Schotland ·
Senegal ·
Servië ·
Slovenië ·
Slowakije ·
Sovjet-Unie ·
Spanje ·
Togo ·
Tsjechië ·
Tsjecho-Slowakije ·
Tunesië ·
Turkije ·
Uruguay ·
Verenigde Staten ·
Wales ·
Wit-Rusland ·
Zuid-Afrika ·
Zuid-Korea ·
Zweden ·
Zwitserland
Albanië (2016) ·
Argentinië (2018) ·
Argentinië (2022) ·
Australië (2018) · 
België (1904) · 
België (2018) · 
Brazilië (1998) · 
Brazilië (2006) · 
Denemarken (2002) · 
Denemarken (2018) ·
Duitsland (2014) · 
Duitsland (2021) · 
Ecuador (2014) · 
Engeland (1982) · 
Engeland (2012) · 
Engeland (2022) ·
Honduras (2014) · 
Hongarije (2021) · 
Italië (2000) · 
Italië (2006) · 
Italië (2008) · 
Japan (2001) · 
Kameroen (2003) · 
Koeweit (1982) · 
Kroatië (2018) · 
Marokko (2022) ·
Mexico (2010) · 
Nederland (2008) · 
Nigeria (2014) ·
Noord-Ierland (1982) · 
Oekraïne (2012) · 
Oostenrijk (1982) · 
Peru (2018) · 
Polen (1982) · 
Polen (2022) ·
Portugal (2006) · 
Portugal (2016) ·
Portugal (2021) ·
Roemenië (2008) ·
Roemenië (2016) ·
Senegal (2002) · 
Spanje (1984) ·
Spanje (2006) ·
Spanje (2012) ·
Spanje (2021) ·
Togo (2006) ·
Tsjecho-Slowakije (1982) ·
Uruguay (2002) ·
Uruguay (2010) ·
Uruguay (2018) ·
Zuid-Afrika (2010) ·
Zuid-Korea (2006) ·
Zweden (2012) ·
Zwitserland (2006) ·
Zwitserland (2014) ·
Zwitserland (2016) ·
Zwitserland (2021)
AFC-zone: Afghanistan · Australië · Bahrein · Bangladesh · Bhutan · Brunei · Cambodja · China · Filipijnen · Guam · Hongkong · India · Indonesië · Iran · Irak · Japan · Jemen · Jordanië · Koeweit · Kirgizië · Laos · Libanon · Macau · Maleisië · Maldiven · Mongolië · Myanmar · Nepal · Noord-Korea · Oezbekistan · Oman · Oost-Timor · Pakistan · Palestina · Qatar · Saoedi-Arabië · Singapore · Sri Lanka · Syrië · Tadzjikistan · Taiwan · Thailand · Turkmenistan · Verenigde Arabische Emiraten · Vietnam · Zuid-Korea

CAF-zone: Algerije · Angola · Benin · Botswana · Burkina Faso · Burundi · Centraal-Afrikaanse Republiek · Comoren · Congo-Brazzaville · Congo-Kinshasa · Djibouti · Egypte · Equatoriaal-Guinea · Eritrea · Ethiopië · Gabon · Gambia · Ghana · Guinee · Guinee-Bissau · Ivoorkust · Kaapverdië · Kameroen · Kenia · Lesotho · Liberia · Libië · Madagaskar · Malawi · Mali  ·Mauritanië · Mauritius · Marokko · Mozambique · Namibië · Niger · Nigeria · Oeganda · Rwanda · Sao Tomé en Principe · Senegal · Seychellen · Sierra Leone · Soedan · Somalië · Swaziland · Tanzania · Togo · Tsjaad · Tunesië · Zambia · Zimbabwe · Zuid-Afrika

CONCACAF-zone: Amerikaanse Maagdeneilanden · Anguilla · Antigua en Barbuda · Aruba · Bahama's · Barbados · Belize · Bermuda · Britse Maagdeneilanden · Canada · Kaaimaneilanden · Costa Rica · Cuba · Dominica · Dominicaanse Republiek · El Salvador · Frans Guyana · Grenada · Guadeloupe · Guatemala · Guyana · Haïti · Honduras · Jamaica · Martinique · Mexico · Montserrat · 
Nicaragua · Panama · Puerto Rico · Saint Kitts en Nevis · Saint Lucia · Saint Vincent en de Grenadines · Sint Maarten · Suriname · Trinidad en Tobago · Turks- en Caicoseilanden · Verenigde Staten

CONMEBOL-zone: Argentinië · Bolivia · Brazilië · Chili · Colombia · Ecuador · Paraguay · Peru · Uruguay · Venezuela

OFC-zone: Amerikaans-Samoa · Cookeilanden · Fiji · Nieuw-Caledonië · Nieuw-Zeeland · Papoea-Nieuw-Guinea · Samoa · Salomoneilanden · Tahiti · Tonga · Vanuatu

UEFA-zone: Albanië · Andorra · Armenië · Azerbeidzjan · België · Bosnië en Herzegovina · Bulgarije · Cyprus · Denemarken · Duitsland · Engeland · Estland · Faeröer · Finland · Frankrijk · Georgië · Griekenland · Hongarije · IJsland · Ierland · Israël · Italië · Kazachstan · Kroatië · Letland · Liechtenstein · Litouwen · Luxemburg · Macedonië · Malta · Moldavië · Montenegro · Nederland · Noord-Ierland · Noorwegen · Oekraïne · Oostenrijk · Polen · Portugal · Roemenië · Rusland · San Marino · Schotland · Servië · Servië en Montenegro · Slovenië · Slowakije · Spanje · Tsjechië · Turkije · Wales · Wit-Rusland · Zweden · Zwitserland